# Parafia św. Zofii w Podwołoczyskach
Parafia św. Zofii w Podwołoczyskach – rzymskokatolicka parafia znajdująca się w archidiecezji lwowskiej w dekanacie Tarnopol, na Ukrainie.

## Historia
Pierwszy kościół w Podwołoczyskach został zbudowany w latach 1880–1883 na działce darowanej przez hr. Wacława Baworowskiego. 22 lub 25 lipca 1880 r. założono kamień węgielny. Konsekrowany 15 lub 28 maja 1890 przez biskupa pomocniczego lwowskiego Jana Duklana Puzynę. W tym też roku erygowano parafię. Kościół szybko okazał się za mały dla zwiększającej się ludności katolickiej, więc w latach 1907–1909 zbudowano nową świątynię.
Po II wojnie światowej Podwołoczyska znalazły się w granicach ZSRR. Do 1958 parafia, jako jedna z nielicznych w obwodzie tarnopolskim, działała legalnie mając swojego proboszcza ks. Bronisława Mireckiego. W 1965 władze sowieckie wysadziły nowy kościół. Lata komunizmu przetrwał stary kościół. Parafia odrodziła się w 1991.